# Kirk Deighton
Kirk Deighton est un village et une paroisse civile du Yorkshire du Nord, en Angleterre. Il est situé au nord-ouest de Wetherby, localité dont il est contigu, et près de l’A1(M) à 19 kilometres, de Leeds, 19 km de York and 13 km d'Harrogate.
Kirk Deighton avait une population de moins de 500 habitants, (484) lors du recensement de 2011 mais sa population s'accroît depuis 2000..

## Histoire
Kirk Deighton et son église (All Saints' Church) sont mentionnés dans le Domesday Book. Le nom du village dérive de Kirk (qui signifie église) et Dĩc-tūn (ville entourée d’un fossé ou d’une douve).

## Architecture
Le bâtiment le plus remarquable du village sur le plan architectural est l’église de Tous les Saints, dont la structure principale date du XIIe au XIVe siècle. Kirk Deighton Hall est une résidence privée de la fin du XVIIIe siècle située près de Mark Lane et classée Grade II. Main Street présente un alignement de bâtiments datant du XVIe au XIXe siècle. Il y a quelques maisons du conseil du XXe siècle sur Wetherby Road ainsi que des maisons privées du XXe siècle sur Ashdale Lane. 